# 442 av. J.-C.
Cette page concerne l'année 442 av. J.-C. du calendrier julien proleptique.

## Événements
- 9 janvier (13 décembre 443 du calendrier romain) : début à Rome du consulat de Marcus Geganius Macerinus II et de Titus Quinctius Capitolinus Barbatus V[1].
  - La fonction de censeur est créée à Rome[1]. Le « collège des censeurs » doit dresser la liste des citoyens capables de s’armer à leurs frais. Les censeurs, au nombre de deux, recrutés exclusivement parmi les patriciens, obtiennent les pouvoirs financier, administratif (partiellement, cas des travaux publics) et moral.

- Présentation de la tragédie de Sophocle, Antigone[2]. Elle pose d'importantes questions morales et politiques ; elle examine en particulier le conflit entre les justices divine et humaine.
- En Birmanie centrale, dernière éruption du Mont Popa[3].